# للزمن بقية (مسلسل)
للزمن بقية مسلسل تليفزيوني مصري قصة الكاتب المصري محمد عبد الحليم عبد الله وسيناريو سامي غنيم وإخراج كمال أبوالعلا وبطولة أحمد مرعي ، معالي زايد، إبراهيم الشامي، محمود الجندي، أمين الهنيدي، عزيزة حلمي، محمود السباع، أحمد نبيل تنفيذ الإنتاج مؤسسة الخليج للاعمال الفنية - إنتاج تلفزيون دبي عام 1980.